# هیچ چیز از هیچ حاصل نمی‌شود

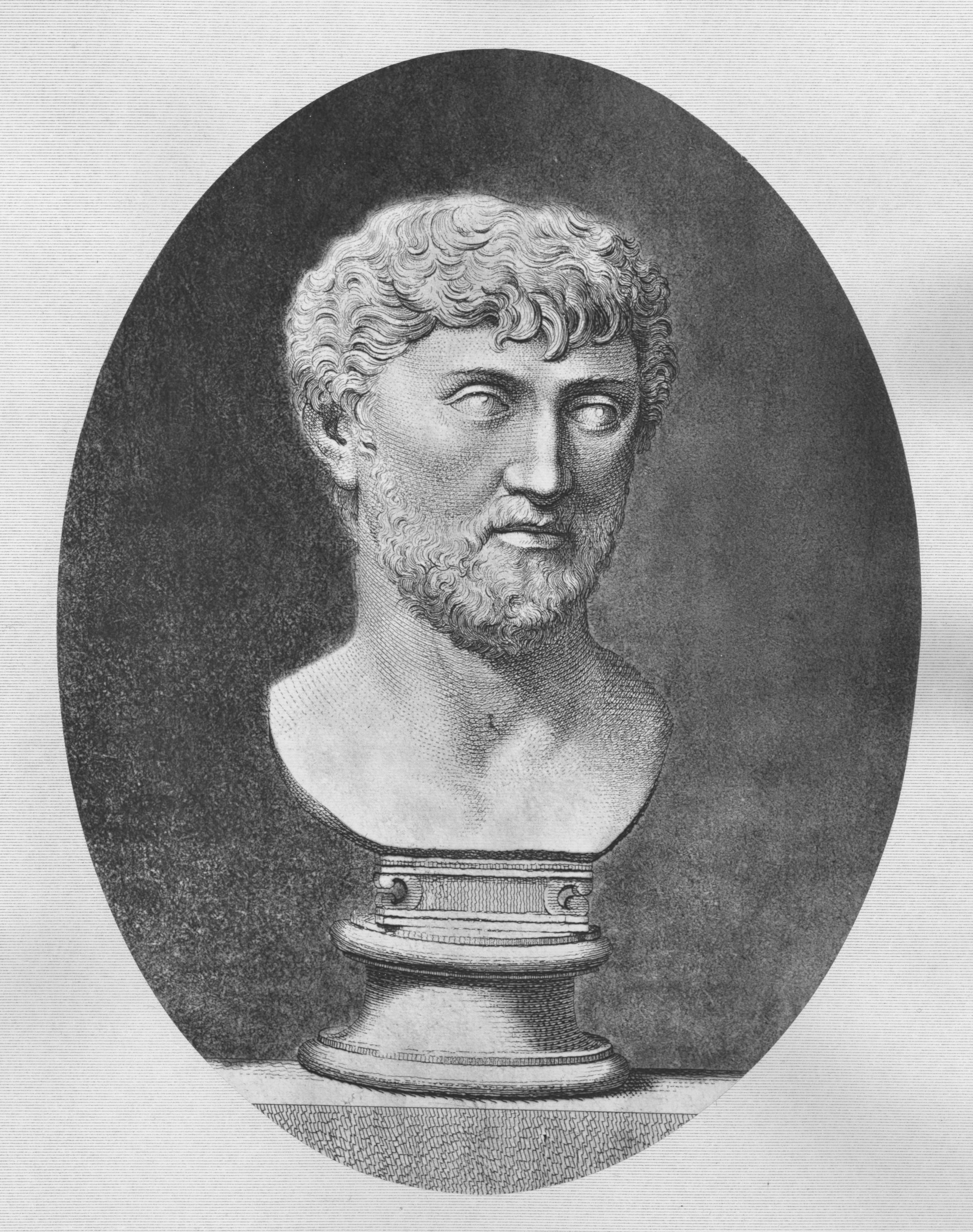
شاعر رومی لوکرتیوس در اولین کتاب خود بیان کرد که "هیچ چیز از هیچ زاده نمی شود؛ ذات الهی نمی تواند چنین کند"

هیچ از هیچ نمی‌آید (به یونانی: οὐδὲν ἕξ οὐδενός؛ لاتین: ex nihilo nihil fit) یک حکم فلسفی است که اولین بار توسط پارمنیدس استدلال شد. این امر با کیهان‌شناسی یونان باستان مرتبط است، نه تنها در آثار هومر و هزیود، بلکه تقریباً در همهٔ آثار یونانی این سیستم پذیرفته شده که هستی از هیچ نمی‌تواند به وجود آید.
این ایده که «هیچ چیز از هیچ نیست»، همان‌طور که پارمنیدس بیان کرد، اولین بار در فیزیک ارسطو ظاهر می‌شود.